# Challenger de Zadar 2022
El torneo Zadar Open 2022 fue un torneo de tenis perteneció al ATP Challenger Tour 2022 en la categoría Challenger 80. Se trató de la 2ª edición; el torneo tuvo lugar en la ciudad de Zadar (Croacia), desde el 21 hasta el 27 de marzo de 2022 sobre pista de tierra batida al aire libre.

## Jugadores participantes del cuadro de individuales
| Favorito | País                       | Jugador          | Rank1 | Posición en el torneo |
| -------- | -------------------------- | ---------------- | ----- | --------------------- |
| 1        | Bandera de Italia          | Gianluca Mager   | 95    | Primera ronda         |
| 2        | Bandera de Serbia          | Nikola Milojević | 126   | Primera ronda         |
| 3        | Bandera de Eslovaquia      | Andrej Martin    | 127   | Segunda ronda         |
| 4        | Bandera de República Checa | Zdeněk Kolář     | 138   | Primera ronda         |
| 5        | Bandera de Italia          | Franco Agamenone | 169   | Primera ronda         |
| 6        | Bandera de Italia          | Flavio Cobolli   | 177   | CAMPEÓN               |
| 7        | Bandera de Bulgaria        | Dimitar Kuzmanov | 193   | Primera ronda         |
| 8        | Bandera de Francia         | Manuel Guinard   | 199   | Semifinales           |

- 1 Se ha tomado en cuenta el ranking del 14 de marzo de 2022.

### Otros participantes
Los siguientes jugadores recibieron una invitación (wild card), por lo tanto ingresan directamente al cuadro principal (WC):
- Mili Poljičak
- Dino Prižmić
- Hamad Međedović

Los siguientes jugadores ingresan al cuadro principal tras disputar el cuadro clasificatorio (Q):
- Matteo Arnaldi
- Riccardo Balzerani
- Cezar Crețu
- Daniel Michalski
- Carlos Sánchez Jover
- Miljan Zekić

## Campeones

### Individual Masculino
- Flavio Cobolli derrotó en la final a  Daniel Michalski, 6–4, 6–2

### Dobles Masculino
- Zdeněk Kolář /  Andrea Vavassori derrotaron en la final a  Franco Agamenone /  Manuel Guinard, 3–6, 7–6(7), [10–6]